# Schoonhoven
Schoonhoven est une ville et une ancienne commune néerlandaise, en province de Hollande-Méridionale. Elle a été intégrée à la nouvelle commune de Krimpenerwaard le 1er janvier 2015.

## Histoire
Schoonhoven est née le long de la rivière Zevender, dont le cours est encore reconnaissable dans la rue Lange Weistraat. Il y avait un château situé près du parc Springer actuel (un des anciens bastions des fortifications de la ville). Il était déjà à l'état de ruine en 1652, lorsque Johannes Blaeu a dessiné la carte de la ville.
La ville a été mentionnée pour la première fois, sous le nom de Sconhouen, en 1247. Elle a joué un rôle important dans la bataille entre la Flandre et la Hollande au début du XIVe siècle, car le dernier protecteur du château, Nicolaas van Cats, avait choisi le camp flamand. En juillet 1304, Guillaume III de Hollande et Witte van Haemstede mettent le siège devant Schoonhoven et obtiennent la capitulation de la ville par une ruse. Des incendies urbains majeurs se sont produits en 1375 et en juillet 1518.
En 1566, Schoonhoven resta fidèle à Bruxelles. Lors de la prise de Schoonhoven, le 20 octobre 1572, les Gueux de la mer, dirigés par van Lumey, prennent le contrôle de la ville. Mais en 1575, la ville est reprise après le siège de Schoonhoven par Gilles de Berlaymont, au service du duc d'Albe, qui par la suite conquit tout le territoire de Hollande deux ans plus tard.
Déjà au XVIIe siècle, il y avait des orfèvres connus dans la ville. Schoonhoven possède une école d'orfèvrerie internationale. La ville est alors connue sous le surnom de Cité d'argent.
Jusqu'en 1942, Schoonhoven était le terminus de la ligne de chemin de fer Gouda-Schoonhoven. Le bâtiment d'origine de la gare a été conservé par la suite. Le quartier de la gare est désormais une gare routière (ou un pôle d'échange).
Jusqu'au 31 décembre 2014, Schoonhoven faisait partie de la municipalité de Schoonhoven. Le 3 février 2009, l'Exécutif provincial a créé un comité pour étudier comment la municipalité de Schoonhoven pouvait fusionner en une municipalité plus grande. Le partenariat K5 avec les municipalités de Bergambacht, Nederlek, Ouderkerk et Vlist en a été la base de réflexion. Cela a abouti à l'avis de reclassement Krimpenerwaard du 10 novembre 2010 et au décret législatif du 19 juin 2014. Le 1er janvier 2015, les cinq municipalités ont fusionné pour devenir la nouvelle municipalité de Krimpenerwaard.

## Galerie

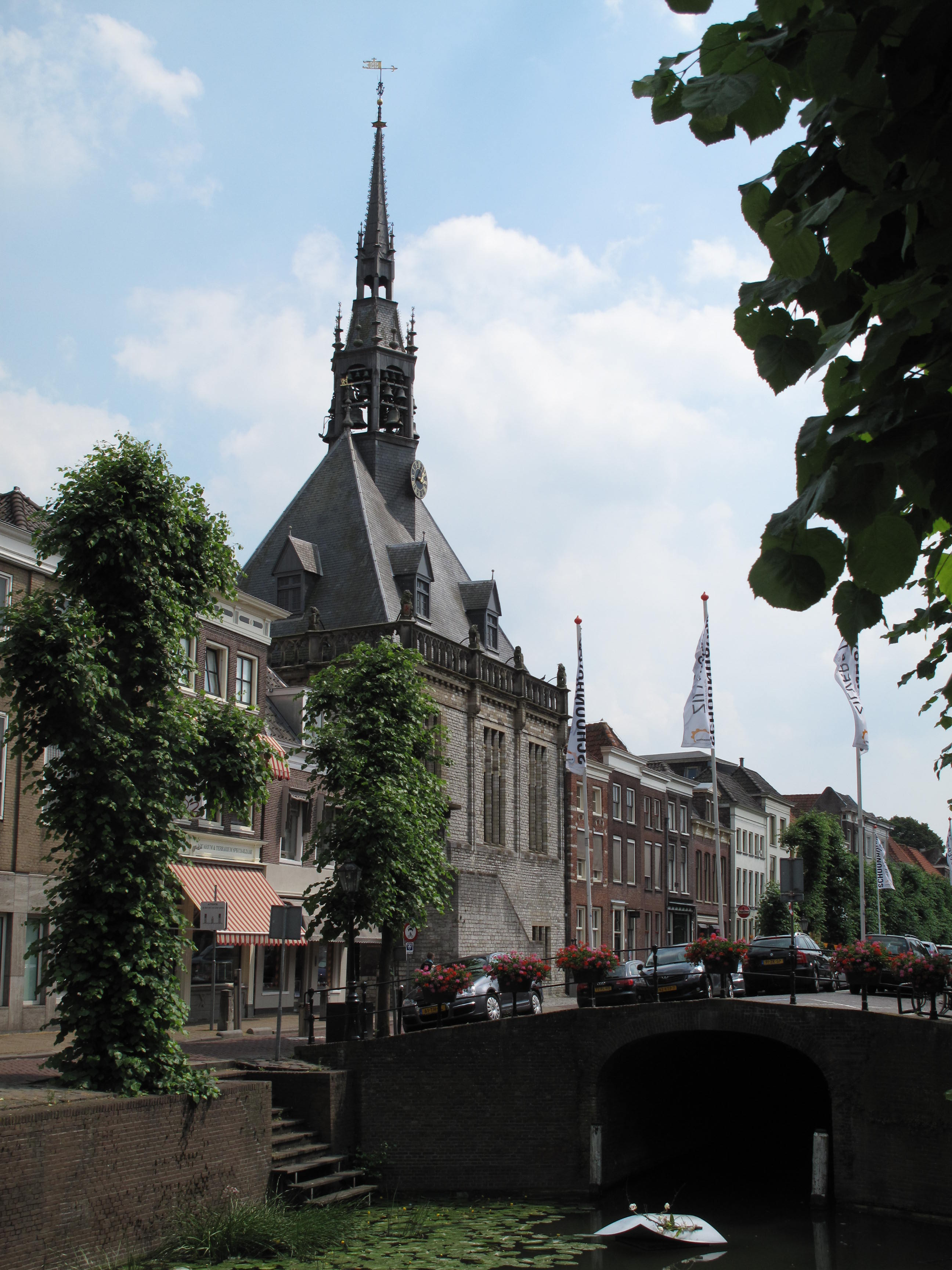
Schoonhoven, l'hôtel de ville
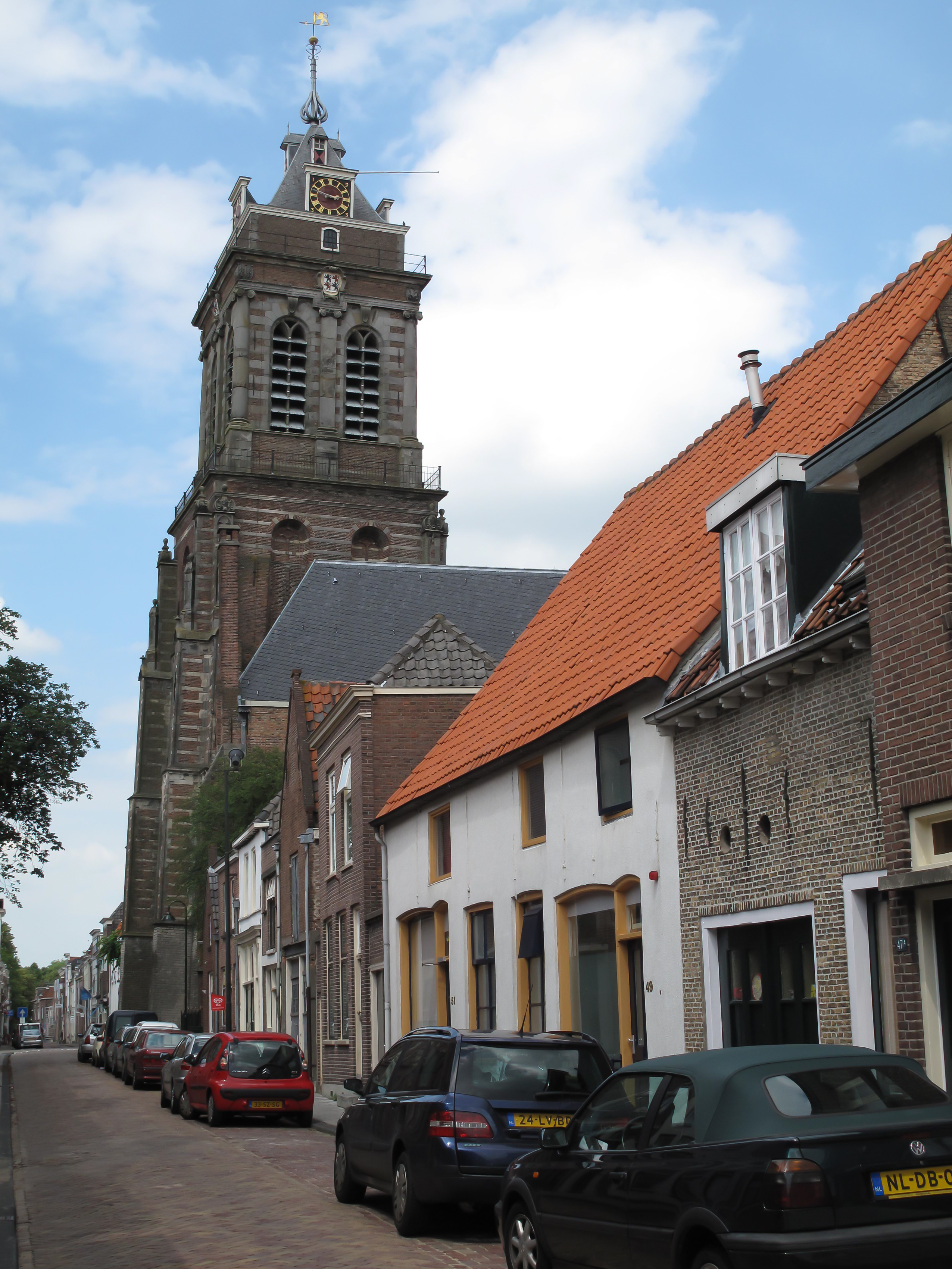
Schoonhoven, église: de Bartholomeuskerk
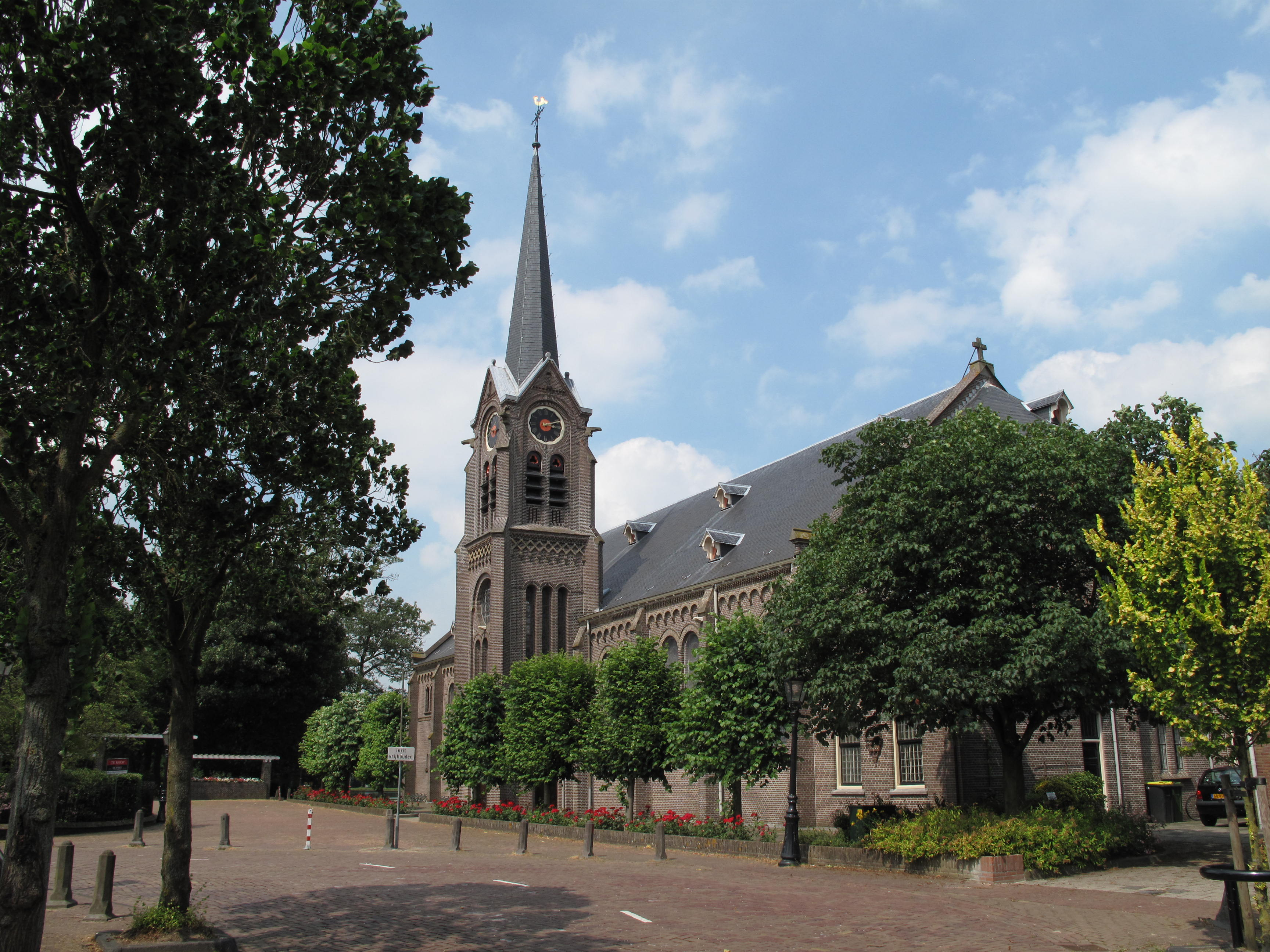
Schoonhoven, église: de Nederlands Hervormde kerk
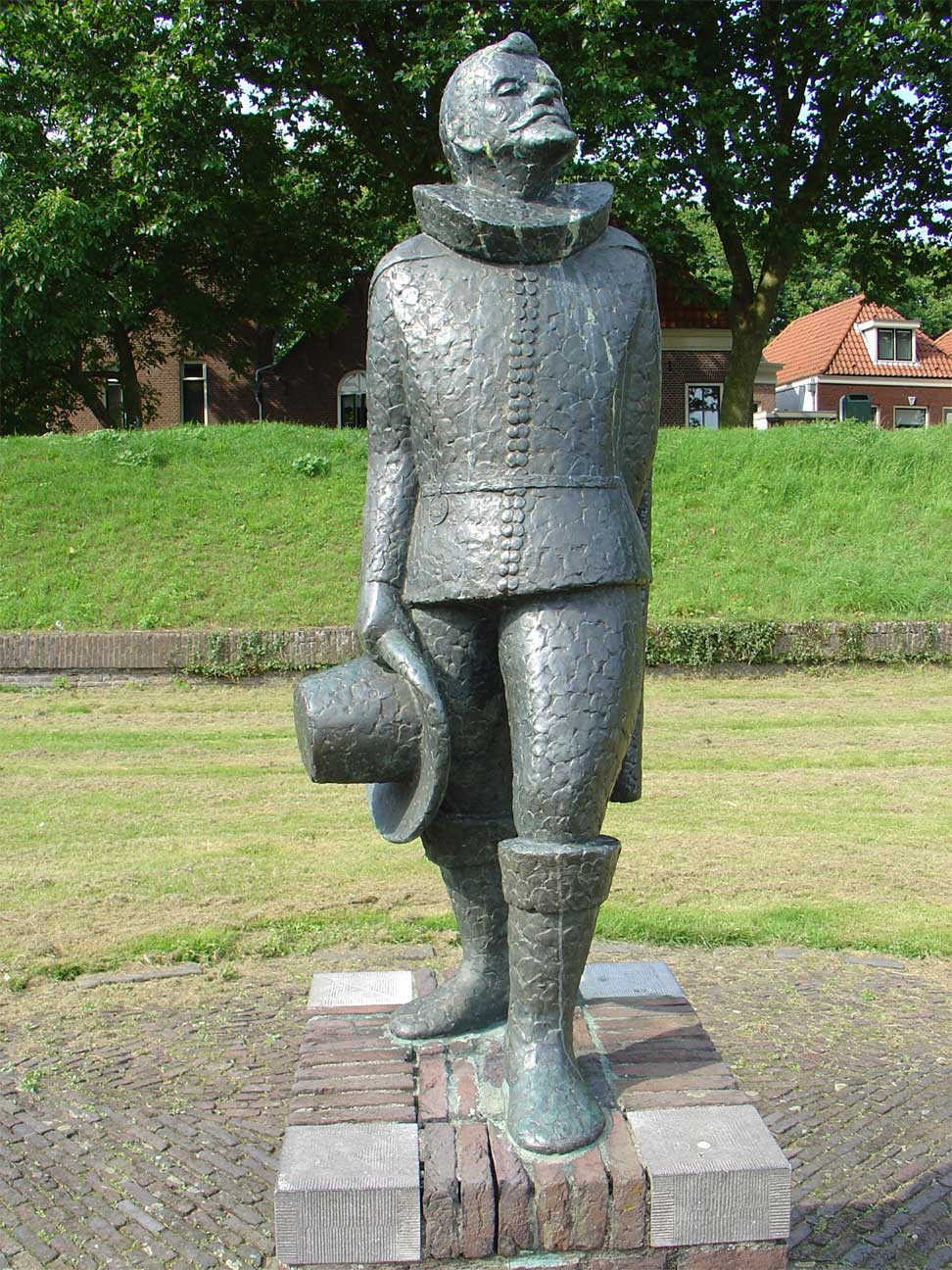
Olivier van Noort, sculpture de Jan van Ipenburg (nl)
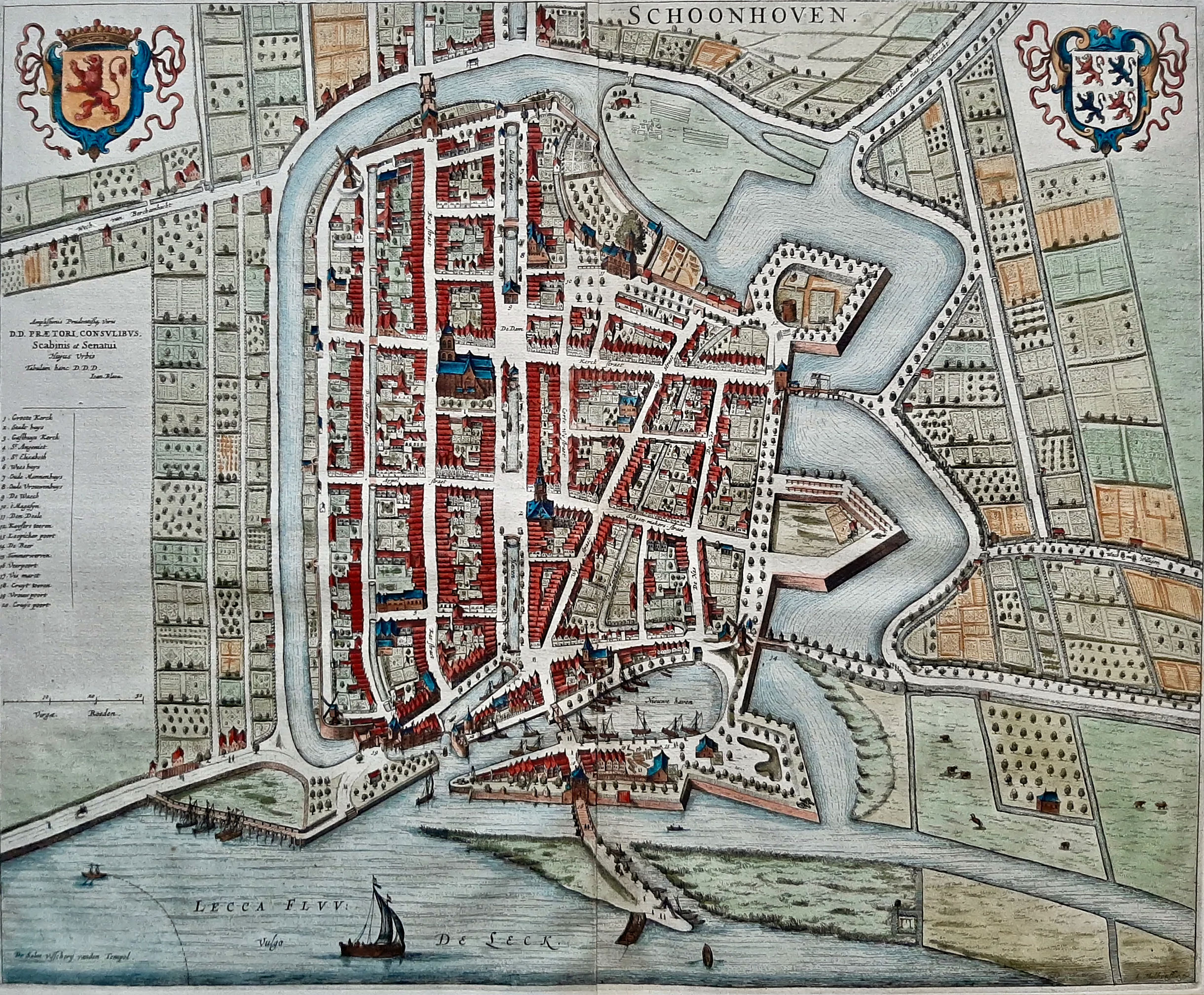
Le plan de la ville par Johannes Blaeu en 1652

## Personnalités liées à la commune
- Jean de Schoonhoven (1356-1432), écrivain[3]
- Louis de Praet de Moerkerken (en néerl. Lodewijk van Praet van Moerkerken) (1471-1537), kastelein
- Johannes van Kempen (1739-1814), un homme politique néerlandais, bourgmestre de la ville à partir de 1781, député de la ville à l'Assemblée nationale batave
- Diderik van Horbarg (1752-1825), un homme politique néerlandais, député de la ville à l'Assemblée nationale batave